# پساسرمایه‌داری
پساسرمایه‌داری (به انگلیسی: Post-capitalism) حالتی است که در آن نظام‌های اقتصادی جهان را دیگر نمی‌توان به عنوان اشکال سرمایه‌داری توصیف کرد. افراد و ایدئولوژیهای سیاسی مختلف در مورد اینکه چه چیزی می‌تواند چنین جهانی را تعریف کند، حدس و گمان‌هایی را طرح کرده‌اند. براساس نظر برخی مارکسیست کلاسیک و برخی دیگر نظریه‌های تکامل اجتماعی می‌توانند این مهم را برعهده گیرند. جوامع پساسرمایه‌داری ممکن است در نتیجه تکامل «خود به خودی» به وجود بیایند تا سرمایه‌داری منسوخ شود. برخی از اندیشمندان مدل‌هایی را برای جایگزینی سرمایه‌داری پیشنهاد می‌کنند که از برجسته‌ترین آنها می‌توان از سوسیالیسم، آنارشیسم و رشدزدایی نام برد.

## تاریخچه

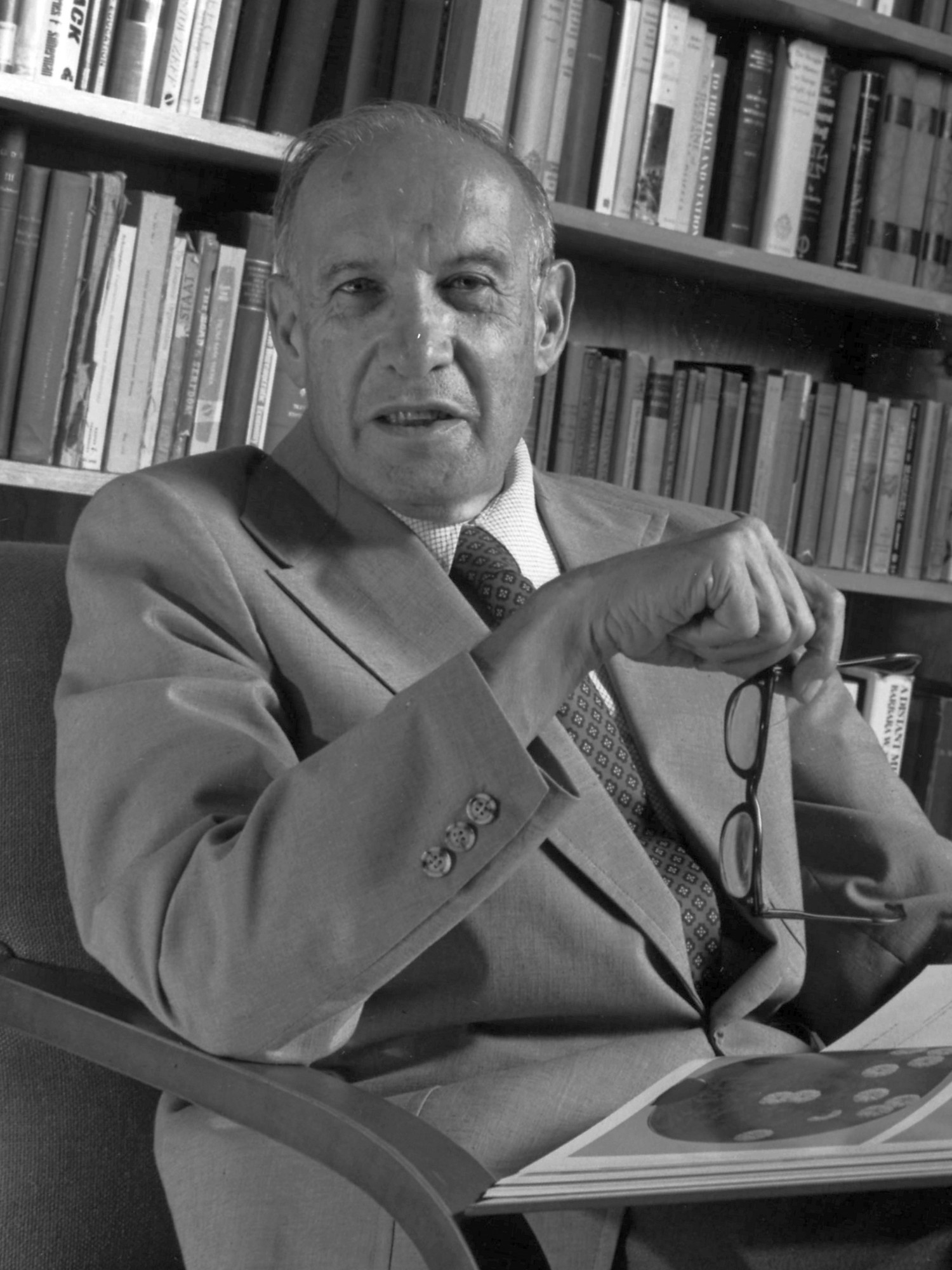
پیتر دراکر: تشریح تکامل احتمالی جامعه سرمایه‌داری در کتاب جامعه پساسرمایه‌داری در سال ۱۹۹۳

در سال ۱۹۹۳، پیتر دراکر در کتاب جامعه پساسرمایه‌داری تکامل احتمالی جامعه سرمایه‌داری را تشریح کرد. در این کتاب می‌نویسد دانش، به جای سرمایه، زمین یا نیروی کار، پایه و منشأ جدید ثروت شده‌است. بر خلاف بورژوازی یا سرمایه‌داران و پرولتاریا یا کارگرانِ جامعهٔ سرمایه‌داری، از طبقات جامعهٔ پساسرمایه‌داری انتظار می‌رود به کارگران دانش یا کارگران خدماتی تقسیم شوند. دراکر در سال ۱۹۹۳ در این کتاب پیش‌بینی کرده بود تحول جامعه به پساسرمایه‌داری در سال‌های ۲۰۱۰–۲۰۲۰ تکمیل خواهد شد. او همچنین بازاندیشی مفهوم مالکیت معنوی را با ایجاد نظام صدور مجوز جهانی بررسی کرده‌است. مصرف‌کنندگان برای پرداخت هزینه، شریک می‌شوند ولی تولیدکنندگان تصور می‌کنند همه چیز از طریق شبکه‌های اجتماعی بازتولید و آزادانه توزیع می‌شود.
در سال ۲۰۱۵، به گفته پل میسون افزایش نابرابری درآمد، تکرار چرخه‌های رونق و رکود و مشارکت سرمایه‌داری در تغییر آب و هوایی سبب شد تا اقتصاددانان، اندیشمندان سیاسی و فیلسوفان به‌طور جدی بررسی چگونگی ظاهر و عملکرد جامعه پساسرمایه‌داری را شروع کنند. انتظار می‌رود پساسرمایه‌داری با پیشرفت‌های بیشتر در اتوماسیون و فناوری اطلاعات امکان‌پذیر شود – که هر دو به‌طور مؤثر سبب می‌شوند هزینه‌های تولید کم و حتی صفر شوند.
نیک سرنیچک و الکس ویلیامز بحرانی را در توانایی و تمایل سرمایه‌داری برای به‌کارگیری تمام اعضای جامعه شناسایی و استدلال می‌کنند جمعیت رو به رشدی از مردم هستند که کار رسمی ندارند، مزدبگیرند، با حداقل مزایای رفاهی و کار غیررسمی امرار معاش می‌کنند یا با وسایل غیرقانونی زندگی می‌کنند.

## تغییرات

### آنارشیسم
- آنارکو کمونیسم، ترکیبی از کمونیسم و آنارشیسم است که از تصمیم‌گیری از طریق دموکراسی مستقیم و / یا اجماع، الغای دولت و لغو مالکیت خصوصی ابزار تولید حمایت می‌کند.
- پساکمیابی آنارشیسم، یک نظام اقتصادی مبتنی بر نظریه بوم‌شناسی اجتماعی، شهرداری آزادیخواه و فراوانی منابع بنیادی است.
- آنارکو سندیکالیسم، ایدئولوژی متمرکز بر خود مدیریت کار، سوسیالیسم و دموکراسی مستقیم است.
- آنارشیسم مسیحی یک ایدئولوژی و جنبش اجتماعی است که ارزش‌های آنارشیستی ذاتی در مسیحیت را برجسته می‌کند و این که چگونه می‌توان از آن ارزش‌ها برای ساخت جامعه‌ای غیرسرمایه‌داری استفاده کرد، به‌ویژه همان‌طور که لئو تولستوی توضیح داده‌است. تحلیل او از موعظه بالای کوه و در رساله خود ملکوت خدا در درون شماست.

### نظام بررسی میراث

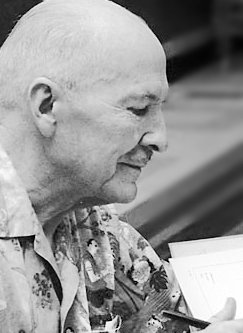
رابرت هاینلین

نظام بررسی میراث، یک طرح اجتماعی - اقتصادی است تا اقتصاد بازار را حفظ کند ولی قدرت وام دهی ذخایر کسری را از بانک‌ها حذف می‌کند و چاپ پول توسط دولت را برای جبران کاهش تورم با پول چاپ شده که برای خرید مواد برای حمایت از ارز استفاده می‌شود، پرداخت برای برنامه‌های دولتی به جای مالیات و باقیمانده به‌طور مساوی بین همه شهروندان تقسیم می‌شود تا اقتصاد را تحریک کند، محدود می‌کند. (به عنوان بررسی میراث که نظام برای آن نامگذاری شده‌است). همان‌طور که نویسنده اصلی این ایده، رابرت هاینلین در کتاب برای ما، زندگی: کمدی آداب و رسوم ارائه نموده‌است: این نظام خود تقویت می‌شود و در نهایت منجر به بررسی منظم میراث می‌گردد که می‌تواند زندگی متوسطی را برای اکثر شهروندان فراهم سازد.

### دموکراسی اقتصادی
- دموکراسی اقتصادی، یک فلسفه اجتماعی - اقتصادی است که کنترل دموکراتیک شرکت‌ها توسط کارگرانشان و کنترل اجتماعی سرمایه‌گذاری توسط شبکه‌ای از بانک‌های عمومی را برقرار می‌سازد.[۶]

### اقتصاد مشارکتی
رابین هانل در کتاب «از مردم، توسط مردم: موردی برای یک اقتصاد مشارکتی» یک اقتصاد پساسرمایه داری به نام اقتصاد مشارکتی را توصیف می‌کند. کتاب با پیشنهاد نیودیل سبز، بسته‌ای از سیاست‌هایی که به  تغییرات آب و هوا رسیدگی می‌کند و بحران‌های مالی پایان می‌یابد.
اقتصاد مشارکتی بر مشارکت همه شهروندان از طریق ایجاد شوراهای کارگری و شوراهای مصرف متمرکز است. هانل بر مشارکت مستقیم کارگران و مصرف‌کنندگان به جای تعیین نمایندگان تأکید می‌کند. شوراها به مسایل کلان تولید و مصرف توجه دارند و به نهادهای مختلفی تقسیم می‌شوند که وظیفه تحقیق در مورد طرح‌های توسعه آینده را دارند.
در اقتصاد مشارکتی، پاداش‌های اقتصادی بر حسب نیاز ارائه می‌شود که میزان آن به صورت دموکراتیک توسط شورای کارگری تعیین می‌شود. هانل همچنین خواستار عدالت اقتصادی با پاداش دادن به مردم برای تلاش و کوشش آنها به جای دستاوردها یا مالکیت پیشین است. تلاش یک کارگر باید توسط همکارانش تعیین شود. سپس حقوق مصرف با توجه به رتبه‌بندی تلاش پاداش داده می‌شود. کارگر حق انتخاب دارد که با استفاده از حقوق مصرف خود تصمیم بگیرد چه چیزی مصرف کند. هانل به ایده پول، ارز، یا نحوه ردیابی حقوق مصرف نمی‌پردازد.
برنامه‌ریزی در اقتصاد مشارکتی از طریق شوراها انجام می‌شود. این فرایند در بین کمیته‌ها به جای عمودی، افقی است. همه اعضای شورا، کارگران و مصرف‌کنندگان، بر خلاف اقتصادهای نوع شورایی و دیگر طرح‌های برنامه‌ریزی دموکراتیک که در آن برنامه‌ریزی توسط نمایندگان انجام می‌شود، مستقیماً در برنامه‌ریزی شرکت می‌کنند. برنامه‌ریزی یک رویه تکراری است که همیشه در حال تغییر و بهبود است که در سطح کار یا مصرف انجام می‌شود. تمامی اطلاعات و پیشنهادها به صورت رایگان در اختیار همگان اعم از داخل و خارج شورا قرار می‌گیرد تا هزینه اجتماعی هر پیشنهاد مشخص و به رأی گذاشته شود. برنامه‌های بلندمدت مانند ساختار حمل‌ونقل عمومی، مناطق مسکونی و مناطق تفریحی، باید توسط نمایندگان پیشنهاد و توسط دموکراسی مستقیم (یعنی رأی‌گیری توسط مردم) تصویب شود.
هانل استدلال می‌کند که اقتصاد مشارکتی همدلی را به انتخاب‌های خرید ما بازمی‌گرداند. سرمایه‌داری دانش چگونگی و توسط چه کسی محصول ساخته شده را حذف می‌کند: وقتی ما یک سالاد می‌خوریم، بازار به‌طور سیستماتیک اطلاعات مربوط به کارگران مهاجری را که آن را انتخاب کرده‌اند حذف می‌کند. مصرف‌کنندگان با حذف عنصر انسانی از کالاها، تنها رضایت و نیاز خود را در هنگام مصرف محصولات در نظر می‌گیرند. معرفی شوراهای کارگران و مصرف‌کنندگان می‌تواند دانش محل، چگونگی و توسط چه کسی محصولات تولید شده را مجدداً معرفی کند. انتظار می‌رود اقتصاد مشارکتی از طریق تعامل این دو شورا، کالاهای اجتماعی بیشتری مانند پارک‌ها، هوای پاک و مراقبت‌های بهداشتی عمومی را معرفی کند.
آلبرت و هانل با کسانی مقابله می‌کنند که اقتصاد مشارکتی را آرمانشهر می‌نامند:
آیا ما آرمان‌شهر هستیم؟ انتظار از یک نظام بیش از آنچه که می‌تواند ارائه دهد، آرمان شهر است. انتظار برابری و عدالت - یا حتی عقلانیت - از سرمایه‌داری آرمان‌شهری است. انتظار همبستگی اجتماعی از بازارها یا خودمدیریتی از برنامه‌ریزی مرکزی به همان اندازه آرمان شهر است. این استدلال که رقابت می‌تواند باعث همدلی شود یا اینکه اقتدارگرایی می‌تواند ابتکار عمل را ترویج کند یا اینکه دور نگه داشتن بیشتر مردم از تصمیم‌گیری می‌تواند پتانسیل انسانی را به‌طور کامل به کار گیرد: اینها بدون تردید خیالات آرمان شهری هستند ولی شناخت پتانسیل‌های انسانی و تلاش برای تجسم توسعه آنها در مجموعه ای از نهادهای اقتصادی و سپس انتظار از آن نهادها برای تشویق نتایج مطلوب، نظریه‌پردازی معقولی بیش نیست. آنچه آرمان‌شهر است کاشتن بذرهای جدید نیست، بلکه انتظار گل از علف‌های هرز است.

### سوسیالیسم
تعاریف مفید پیرامون سوسیالیسم:

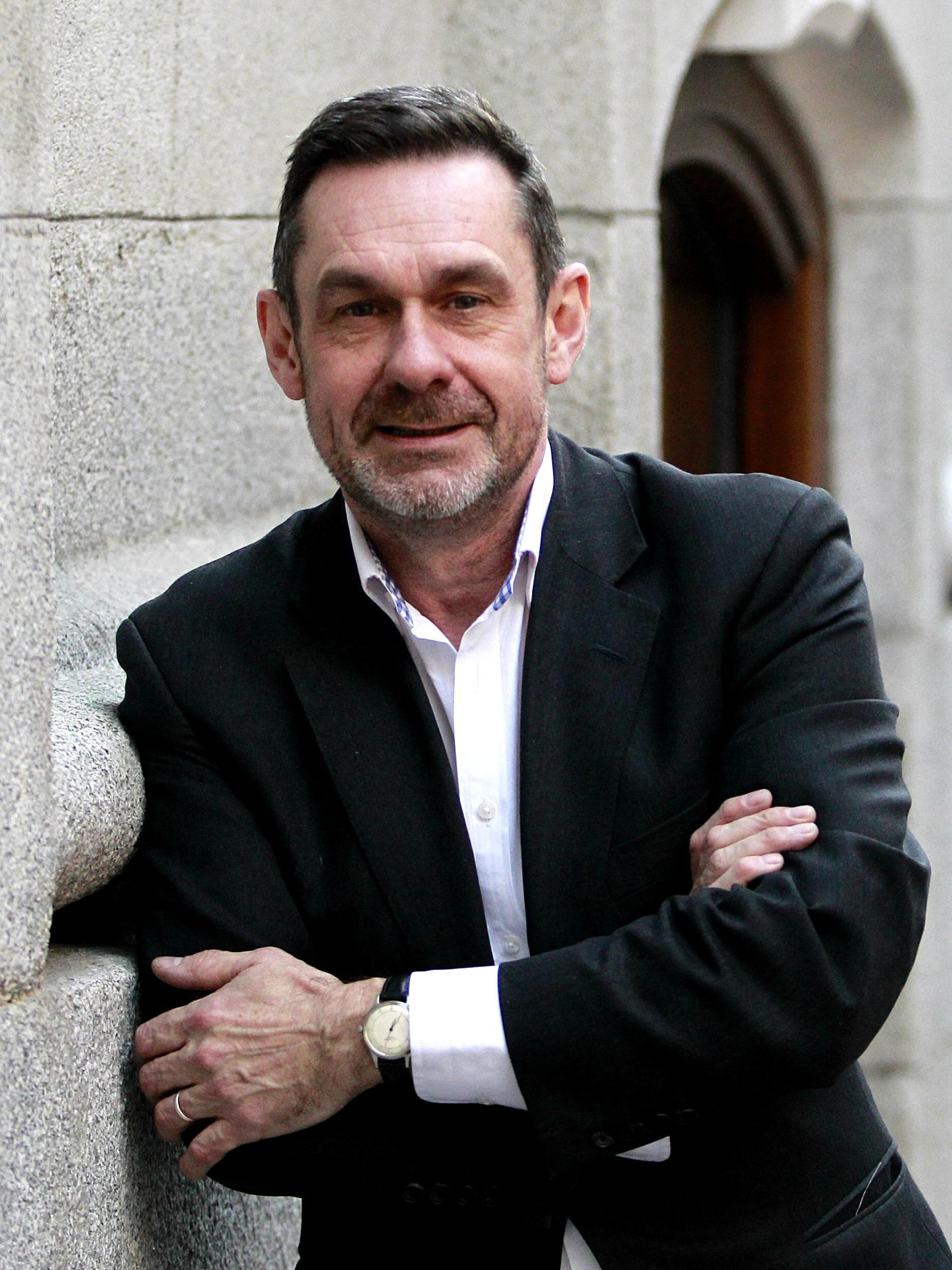
پل میسون

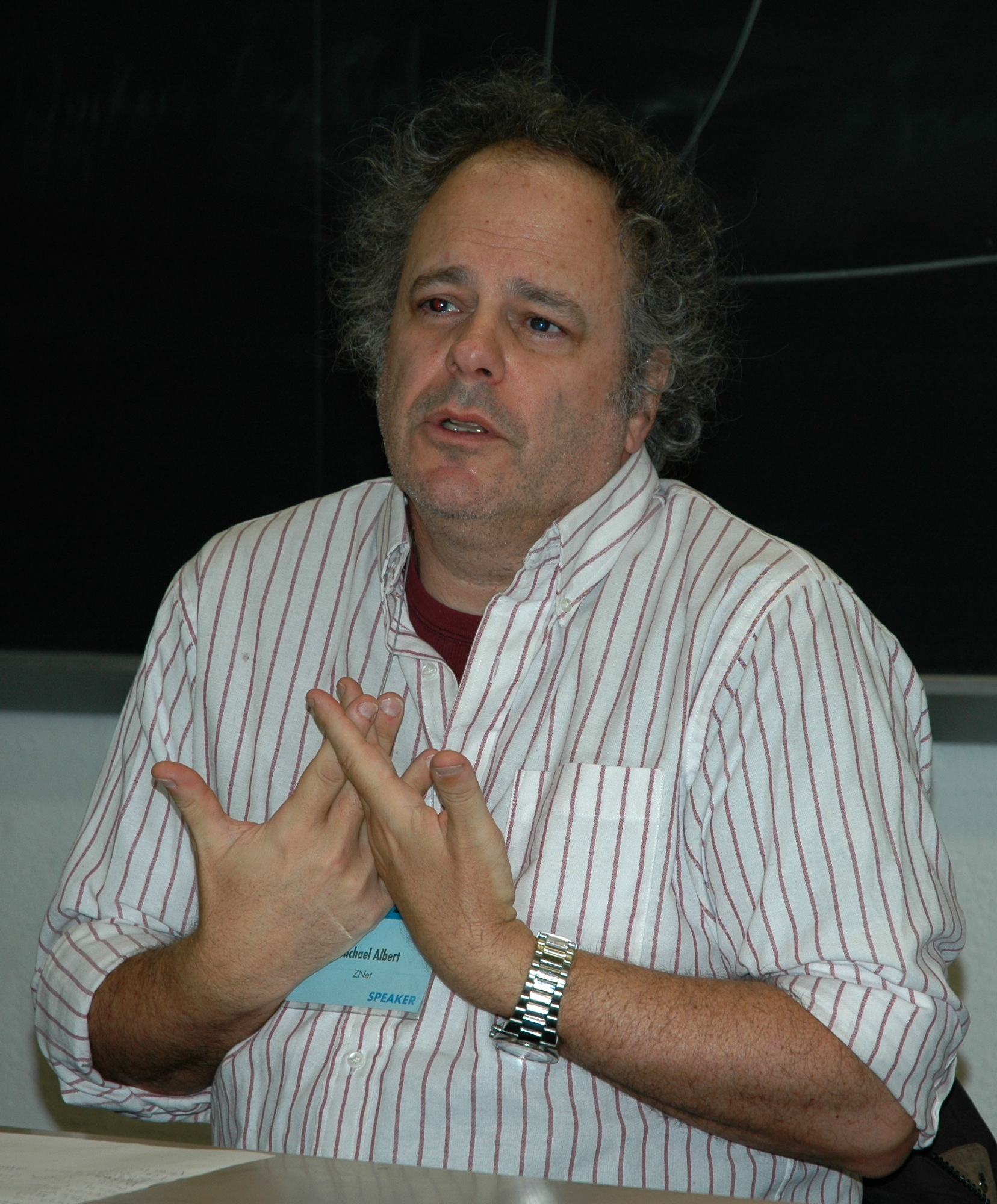
مایکل آلبرت

- سوسیالیسم، یک نظام اقتصادی مبتنی بر مالکیت عمومی یا مشارکتی بر ابزار تولید که در آن تولید برای تولید مستقیم ارزش مصرف انجام می‌شود که شامل شکلی از حسابداری بدون پول مانند حسابداری منابع فیزیکی یا زمان کار است و بر اساس تولید مستقیم مطلوبیت به جای قوانین سرمایه‌داری انباشت و ارزش است. برخی از مدل‌های سوسیالیسم بر برنامه‌ریزی اقتصادی برای تخصیص عوامل تولید به جای بازار سرمایه دلالت دارند در حالی که مدل‌های دیگر سوسیالیسم تخصیص کالاهای سرمایه‌ای مبتنی بر بازار را حفظ می‌کنند. برخی از مارکسیست‌ها باورمندند سوسیالیسم در نهایت به کمونیسم تبدیل خواهد شد.
- سوسیالیسم برنامه‌ریزی شده، نوعی از سوسیالیسم که در آن نوعی برنامه‌ریزی اقتصادی بازارها را جایگزین تخصیص عوامل تولید و هماهنگی اقتصاد می‌کند. برنامه‌ریزی انواع مختلفی دارد، از جمله: برنامه‌ریزی متمرکز و برنامه‌ریزی غیرمتمرکز؛ برنامه‌ریزی تعادل مواد، برنامه‌ریزی ورودی-ستانده و برنامه‌ریزی رایانه‌ای.
- سوسیالیسم بازار، نوعی از سوسیالیسم مبتنی بر اجتماعی شدن و مالکیت عمومی یا تعاونی بر وسایل تولید ولی محاسبات پولی و رقابت بازار را حفظ می‌کند و از بازارها به عنوان راه اصلی تخصیص عوامل تولید استفاده می‌کند.
- کمونالیسم، یک نظریه سیاسی مبتنی بر نوشته‌های موری بوکچین. بوکچین پس از آنکه از آنارشیسم جدا شد و باورمند بود که آنارشیسم فردگرا و سبک زندگی است، کمونالیسم را توسعه داد. این مبتنی بر شهرداری آزادیخواه، کنفدرالیسم و نظریه بوم‌شناسی اجتماعی است. این مکتب فکری نیز موجب پیدایش کنفدرالیسم دموکراتیک شده‌است.

سوسیالیسم اغلب بر مالکیت مشترک شرکت‌ها و اقتصاد برنامه‌ریزی شده دلالت دارد، اگرچه به عنوان یک ایدئولوژی ذاتاً کثرت گرایانه بحث می‌شود که آیا هر کدام از آنها ویژگی‌های اساسی هستند یا خیر. پل میسون در کتاب «پساسرمایه داری: راهنمای آینده ما» استدلال می‌کند برنامه‌ریزی متمرکز، حتی با فناوری پیشرفته امروزی، دست‌نیافتنی است. مایکل آلبرت و رابین هانل با رد برنامه‌ریزی مرکزی به عنوان هم از نظر فنی دست نیافتنی و هم نامطلوب، استدلال می‌کنند برنامه‌ریزی دموکراتیک مبنایی مناسب برای ایجاد یک اقتصاد مشارکتی فراهم می‌کند.
در سیاست بریتانیا، رشته‌هایی از کوربینیسم و حزب کارگر این گرایش «پساسرمایه‌داری» را اتخاذ کرده‌اند.

### پرماکالچر
پرماکالچر توسط همکار آن بیل مولیسون به عنوان طراحی و نگهداری آگاهانه سیستم‌های مولد کشاورزی که دارای تنوع، پایداری و انعطاف‌پذیری اکوسیستم‌های طبیعی هستند تعریف شده‌است. و عناصر سوسیالیسم، آنارشیسم و اقتصاد مبتنی بر خانه را ترکیب می‌کند تا جامعه ای را تصور و ایجاد نماید که بتواند در جهانی که ایدئولوژی‌های سرمایه‌داری کنار گذاشته شده‌است، ادامه یابد و پیشرفت کند.

## فناوری محرک پساسرمایه‌داری
بسیاری از گمانه‌زنی‌ها پیرامون سرنوشت نظام سرمایه‌داری، از پیش‌بینی در مورد ادغام فناوری با اقتصاد در آینده سرچشمه می‌گیرد. گفته می‌شود تکامل و پیشرفت روزافزون اتوماسیون و فناوری اطلاعات مشاغل را تهدید و تضاد درونی در سرمایه‌داری را برجسته می‌سازد که در نهایت منجر به فروپاشی آن نظام می‌شود.

### اتوماسیون

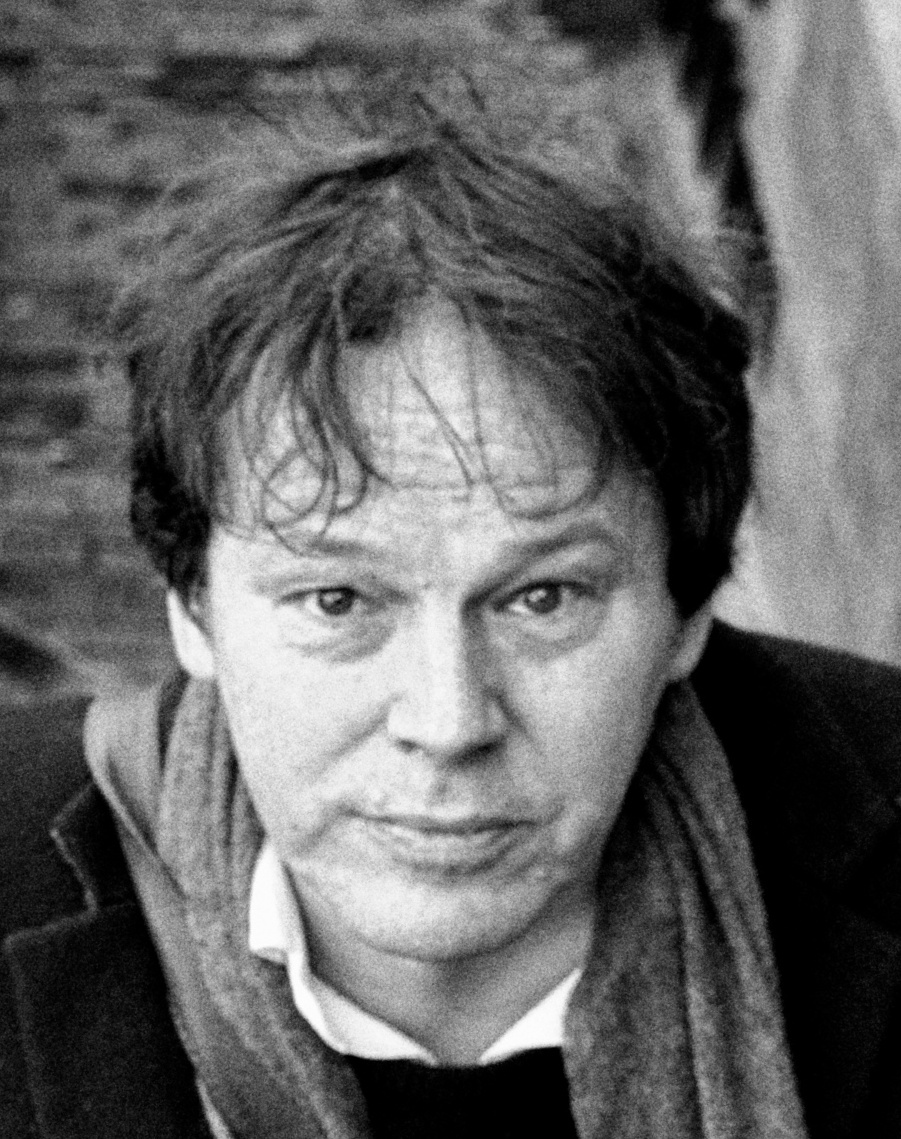
دیوید گریبر

تغییرات تکنولوژیکی که منجر به بیکاری شده از لحاظ تاریخی نتیجه ماشین‌های «مکانیکی» بوده که نیاز به نیروی کار انسانی را کاهش داده‌است. همان‌طور که اسب‌ها زمانی به کار می‌رفتند ولی بتدریج با اختراع خودرو منسوخ شدند، شغل انسان نیز در طول تاریخ تحت تأثیر قرار گرفته‌است. یک مثال مدرن از «بیکاری تکنولوژیکی» جایگزینی صندوق‌داران خرده‌فروشی با صندوق‌های سلف سرویس است. تصور می‌شود اختراع و توسعه فرآیندهای «ذهن مکانیکی» یا «کار فکری» مشاغل را در مقیاس بی‌سابقه‌ای تهدید می‌کند، به طوری که استادان دانشگاه آکسفورد کارل بندیکت فری و مایکل آزبورن تخمین می‌زنند ۴۷ درصد مشاغل ایالات متحده در معرض خطر اتوماسیون هستند. اگر این وضع به جهانی منجر شود که در آن دیگر نیروی انسانی مورد نیاز نباشد، مدل‌های فعلی سیستم بازار ما، که بر رکود تکیه دارند، ممکن است مجبور شوند یا با اتوماسیون سازگار شده یا شکست بخورند. استدلال می‌شود این وضع عامل ایجاد بسیاری از مواردی بوده‌است که دیوید گریبر آن را «مشاغل مزخرف» می‌نامد که در بوروکراسی‌های بزرگ، تولید هر چیزی هدف نیست ولی صرفاً به دلایلی مانند تأمین منافع جامعه‌شناختی برای مدیری وجود دارند که آنها را به کار می‌گیرد.

### فناوری اطلاعات
گفته می‌شود تغییرات عمده‌ای که فناوری اطلاعات در سال‌های اخیر ایجاد کرده، پساسرمایه‌داری امکان‌پذیر شده و مرزهای بین کار و اوقات فراغت را محو و رابطه بین کار و دستمزد را سست کرده‌است. به‌طور قابل توجهی، اطلاعات، توانایی بازار در شکل‌دهی صحیح قیمت‌ها را مختل می‌سازد. اطلاعات، فراوان است و کالاهای اطلاعاتی آزادانه قابل تکرار هستند. کالاهایی مانند موسیقی، نرم‌افزار یا پایگاه‌های اطلاعاتی هزینه تولید دارند ولی پس از ساخت می‌توان بی‌نهایت کپی /پیست کرد. اگر مکانیسم قیمت‌گذاری عادی سرمایه‌داری حاکم شود، آنگاه قیمت هر کالایی که اساساً هزینه بازتولید ندارد به صفر می‌رسد. این کمبود کمیاب، مسئله‌ای برای مدل‌های ما است که سعی می‌کنند با توسعه انحصاراتی در قالب شرکت‌های فناوری غول‌پیکر، اطلاعات کمیاب و تجاری را حفظ کنند ولی بسیاری از کالاهای مهم در اقتصاد دیجیتال مانند لینوکس، فایرفاکس و ویکی‌پدیا رایگان هست.